# Cuarteto Santa Ana
El Cuarteto Santa Ana es un legendario conjunto de Chamamé, una de las grandes ramas de la música folklórica de Argentina, fundado en 1942 por Ernesto Montiel e Isaco Abitbol. Fue el primer conjunto de chamamé que alcanzó la fama masiva. 
Entre sus canciones exitosas se destacan "General Madariaga", "El Tero", "Gente de Ley", "Ricardo el Cambá", "Villancico correntino", "Valsecito navideño".
Hoy en día este mítico conjunto se encuentra bajo la dirección musical y el acordeón de Juan Montiel, y la voz de Ernestito Montiel, quienes continúan sus actuaciones en los escenarios de los más grandes festivales del país.

## Historia
El Cuarteto Santa Ana se creó en 1942 a instancias del acordeonista correntino Ernesto Montiel y el bandoneonista también correntino Isaco Abitbol, integrado por los guitarristas Samuel Claus y Luis Ferreyra. Fue el primer conjunto de chamamé que alcanzó la fama masiva y se inició bajo el padrinazgo de Pedro Mendoza. El nombre fue tomado del campo de la madrina de Abitbol.
Realizaron su primera presentación pública en Buenos Aires, en el Salón Verdi del Barrio Obrero de La Boca, y el mismo año tuvieron su debut radiofónico en Radio Prieto. 
La primera grabación discográfica fue para el sello Odeón, el 28 de febrero de 1944, permaneciendo en esa compañía hasta 1964, registrando en total 163 temas.
En la década de 1950, Montiel y el Cuarteto Santa Ana eran los encargados de inaugurar los populares bailes de carnaval del Club San Lorenzo de Almagro. En 1951 Isaco Abitbol abandonó el grupo quedando Montiel con la dirección musical del mismo.
En 1954 se integró al conjunto el bandoneonista Francisco Pancho Casís, que le imprimió un sello particular al grupo, debido a su formación tanguera y su dominio de la mano izquierda. Poco después se sumó el cantante entrerriano Julio Luján, también proveniente del tango.
En la década de 1960 se presentó en el Teatro Colón de Buenos Aires, una excepción para dicho centro artístico, orientado principalmente a la ópera, la música clásica y el ballet.
En 1975 falleció Ernesto Montiel quedando trunco su sueño que venía planeado desde hacía varios meses atrás, este sueño era realizar una gira por Europa y hacer fabricar allí un acordeón. Al fallecer quedaron los derechos del Cuarteto como propiedad de su esposa quien al año siguiente eligió a Carlos Talavera para asumir la dirección del conjunto, quien a su vez lo reorganizó convocando a Ricardo Scofano, Ramón Chávez y Carlos Ramírez.
A lo largo del tiempo, Montiel y Abitbol, luego Montiel, luego Talavera y Ahora Juan Montiel, fueron integrando a diversos músicos para interpretar las guitarras o cantar,a artistas como Basilio Magos, Luis Ferreyra, José Ramírez, Samuel Claus, Pedro Pascasio Enríquez, Policarpo Benítez, Pablo Domínguez, Luis Acosta, Julio Montes, Francisco Casís, Antonio Niz, Mario Millán Medina, Julio Luján, Nicolas Oroño, Pedro de Ciervi, Apolinario Godoy, los hermanos Phillepch, Eladio Martínez, Armando Correa, Víctor Ramírez, Emeterio Fernández, Ricardo Scofano, Ramón Chávez. 
Actualmente sigue actuando en diversos escenarios del país, bajo la dirección de Juan y Ernestito Montiel (familiares de Ernesto Montiel) que continúan con el legado musical del maestro creador de un estilo a través de su Cuarteto Santa Ana. Hoy en día es la agrupación musical activa con más años en los escenarios argentinos.